# Garfield (Texas)
Pour les articles homonymes, voir Garfield.
Garfield est une census-designated place située dans le comté de Travis, dans l’État du Texas, aux États-Unis. Sa population s’élevait à 1 698 habitants lors du recensement de 2010.